# フィオーレのヨアキム

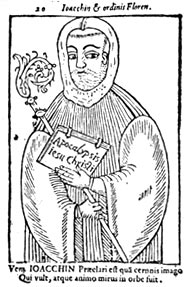
15世紀の木版画より

フィオーレのヨアキム（ラテン語：Ioachim Florensis、イタリア語：Gioacchino da Fiore、1135年 - 1202年3月30日）は、中世イタリアの神秘思想家、キリスト教神学者。

## 略伝
チェーリコの富裕な公証人の家庭に生まれる。コゼンツァにある学校に通い、その市の司法の仕事に就く。放縦な生活をおくった後、回心して聖地エルサレムへと巡礼し、ギリシアやビザンティウムを旅行してからイタリアに帰国する。南部イタリアのルッツィにあるサンブチーナ修道院（Sambucina）に数年間を過ごし、レンデとコゼンツァを中心に伝導を始めた。カタンザーロに近いコルタレ（Cortale）のシトー会に加入し、修道士として誓約する。コルタレの修道院長に選ばれたが、数年後に孤独を欲して1181年に職務を解かれるようルキウス3世に願い許される。
ふたたび放浪の旅に出て、ロンバルディアをへて1186年にヴェローナに達し、そこでウルバヌス3世に謁見を賜る。そこから南イタリアに帰るとヨアキムの周囲に、聖書の不明瞭な箇所について尋ねる弟子たちが集まるようになる。1191年にイギリス国王リチャード1世は、聖地イェルサレムに赴く途中、メッシーナでヨアキムと会見し、ヨアキムは自分がサラセン人をアンチ・キリストの主要な手先と考えていることを告げ、リチャードがサラディンを倒すことは疑いなしと保証したと伝えられる。
1195年頃、彼は弟子たちを連れてコゼンツァ東方のシラ山（La Sila）へ行き、修道院を建てて「フィオーレ」（Fiore）と呼ぶ。その修道院で死ぬまで瞑想と著述に従う。

## 思想

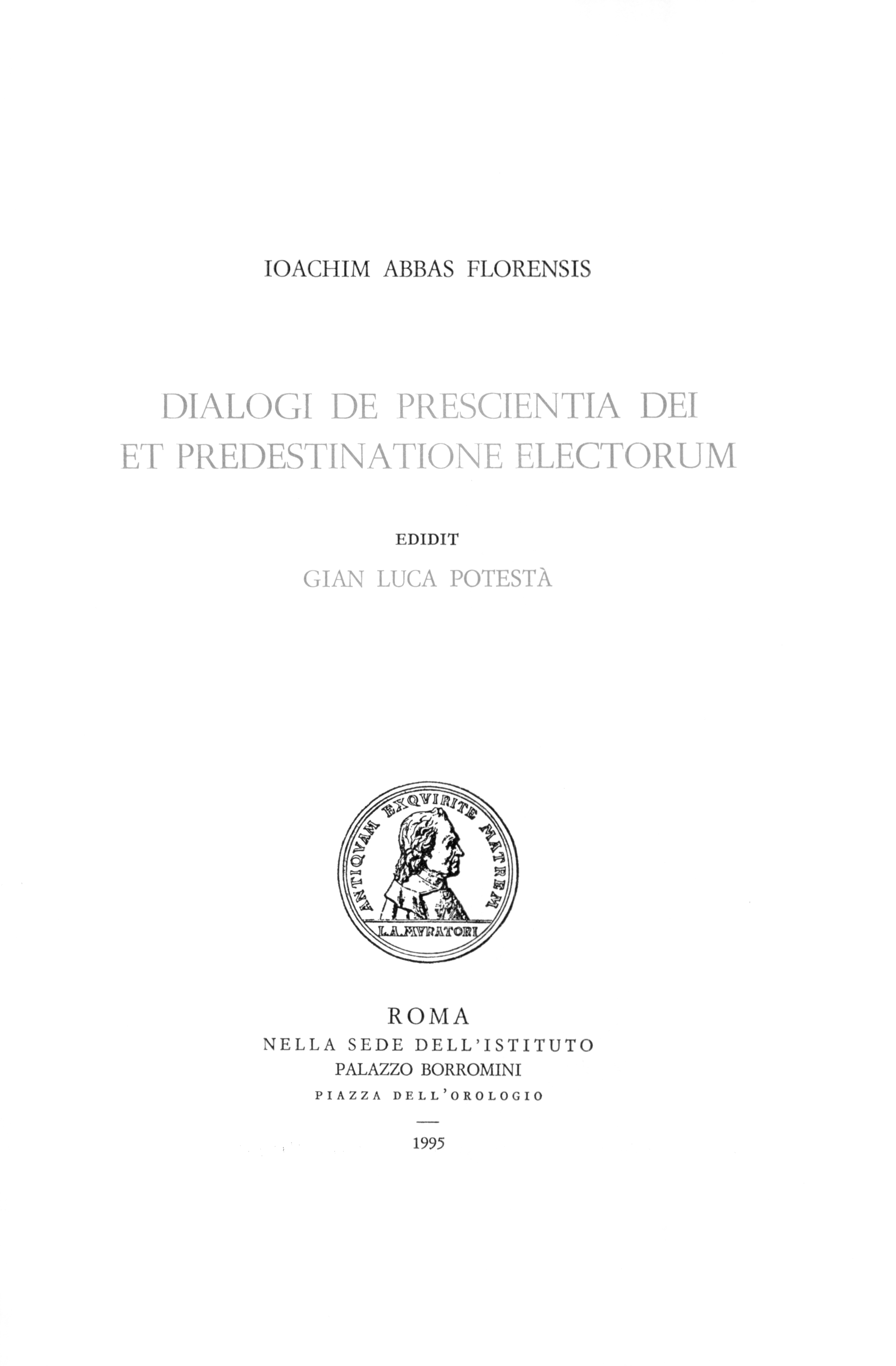
Dialogi de prescientia Dei

ヨアキムの聖書解釈は終末論をふくみ、著作『三位一体論』は1215年に異端の判決を受ける(詳しくはヨアキム主義参照)。しかし生前の彼は幾人もの教皇によって著述の権限を与えられ、すべての著作は教皇の認定下におかれている。ヨアキムが設立したフィオーレ修道院はホノリウス3世によって、正統的信仰を守っていると保証された(1220年)。
彼はシラ山やサン・ジョヴァンニ・イン・フィオーレにおいて地方的な祭式によって尊崇されていたに過ぎないが、1240年以降フランチェスコ会の急進派がヨアキムの著作の中に自身の修道会とその画期的な使命が予告されていると考え、ヨアキムの名がイタリア全土に流布されるようになる。彼自身は異端と宣告されたことはなく、また逆に聖者として列聖されることはない。あらゆる異端史の中で扱われながら、ヨアキムの著作は1688年に教皇庁によって公刊された『Acta Sanctorum』(キリスト教の聖人に関する文書)に収録されている。

## 主要著作
- 旧新約聖書の一致　（Liber Concordiae Novi ac Veteris Testamenti, 1519年）
- 黙示録註解　（Expositio in Apocalipsim, 1527年）
- 十弦の楽器　（Psalterium Decem Cordarum, 1527年）

## 大衆文化における言及
- ジョアッキーノ・ダ・フィオーレは、ジョーダン・リバー監督の映画 黙示録を打ち破った僧侶に登場します。

### 日本語訳
- H.グルントマン『中世異端史』（1974年、創文社歴史学叢書）
- P.サバティエ『アッシジの聖フランチェスコ』（1925年、新生堂）
- B.マッギン『フィオーレのヨアキム ― 西欧思想と黙示的終末論』（1997年、平凡社）
- マージョリ・リーヴス『中世の預言とその影響―ヨアキム主義の研究』（2006年、八坂書房）